# Andrea Migliavacca
Andrea Migliavacca (Pavia, 29 agosto 1967) è un vescovo cattolico italiano, dal 15 settembre 2022 vescovo di Arezzo-Cortona-Sansepolcro.

## Biografia
Nasce a Pavia, città capoluogo di provincia e sede vescovile, il 29 agosto 1967. Cresce a Binasco, in provincia di Milano e diocesi di Pavia.

### Formazione e ministero sacerdotale
Dopo aver conseguito la maturità presso l'istituto di ragioneria "Bordoni" di Pavia, nel 1986 entra nel seminario diocesano di Pavia.
Il 27 giugno 1992 è ordinato presbitero, nella cattedrale di Pavia, dal vescovo Giovanni Volta.
Tra il 1992 e il 1996 è alunno del Pontificio seminario lombardo e della Pontificia Università Gregoriana a Roma, dove consegue il dottorato in diritto canonico.
Rientrato in diocesi, ricopre diversi incarichi: dal 1996 assistente spirituale del gruppo scout Pavia 2 e poi Pavia 1 e dal 1997 vice-cancelliere e giudice del Tribunale ecclesiastico regionale lombardo. Dal 2001 è rettore del seminario diocesano di Pavia, dal 2007 vicario giudiziale diocesano, dal 2012 canonico del capitolo della cattedrale, e dal 2014 docente di diritto canonico presso la Facoltà teologica dell'Italia settentrionale. Al momento della nomina episcopale è anche membro del Collegio dei consultori e del Consiglio presbiterale diocesano.

### Ministero episcopale

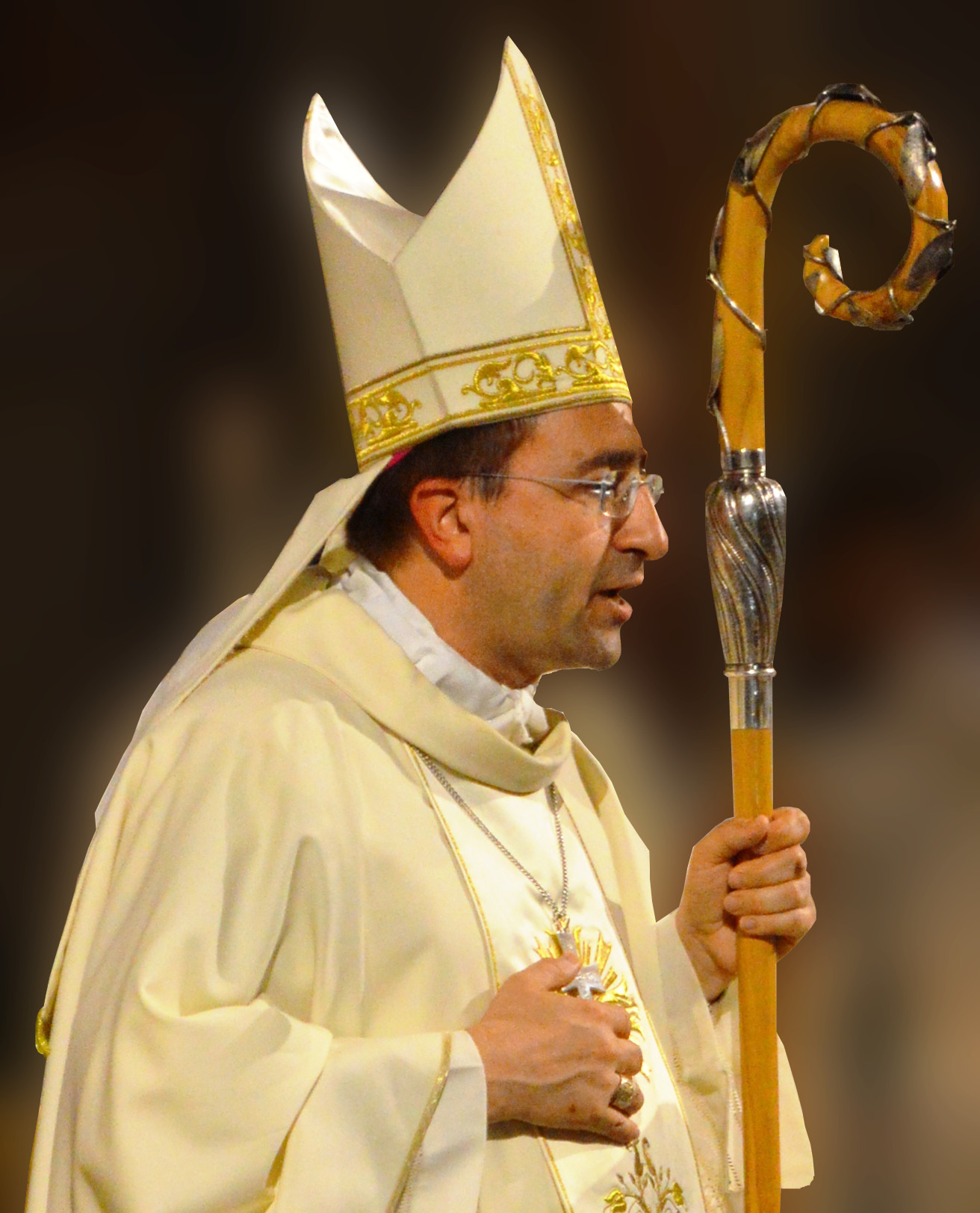
Mons. Migliavacca durante una celebrazione liturgica.

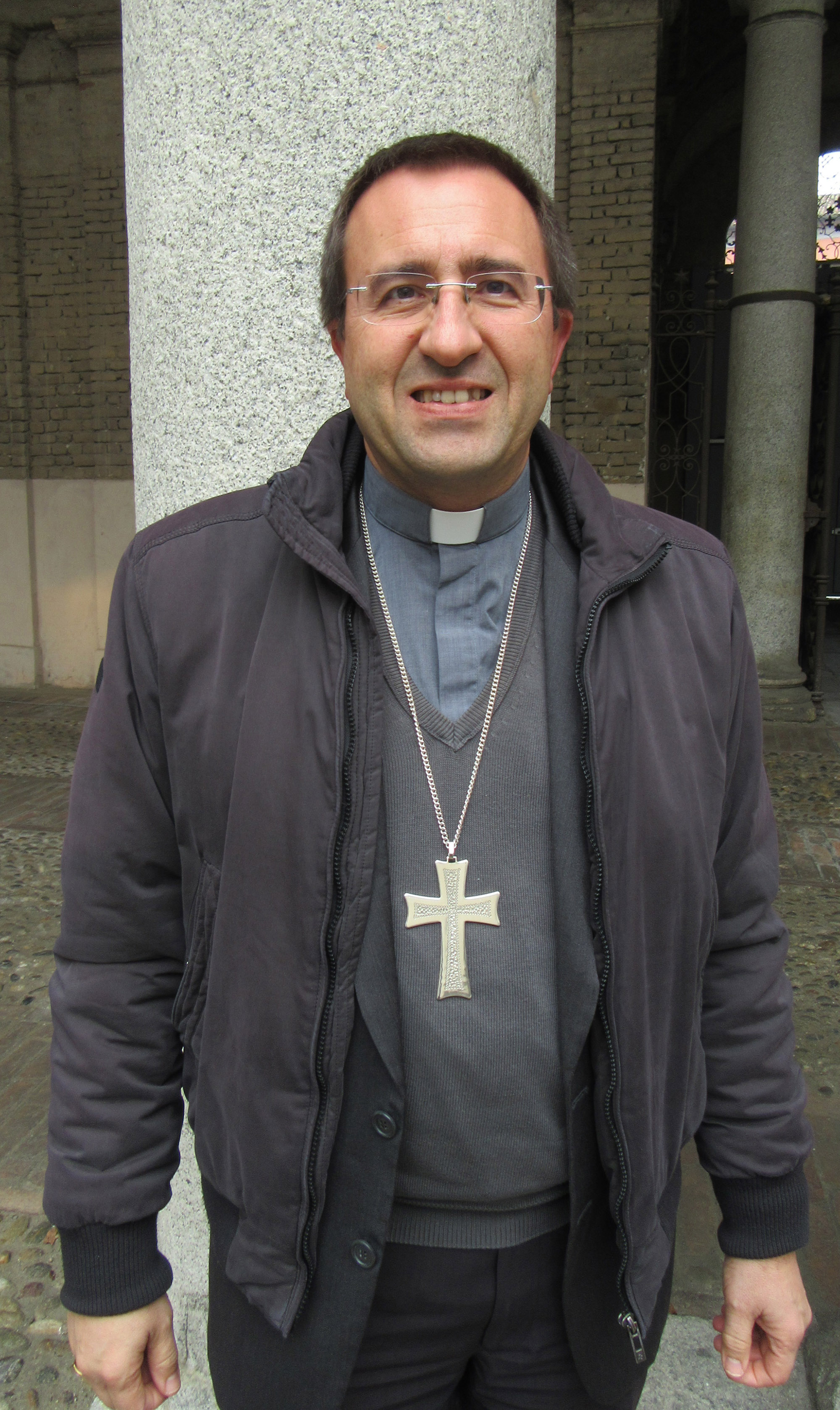
Mons. Migliavacca nel cortile del vescovado di Lodi, l'11 novembre 2017.

Il 5 ottobre 2015 papa Francesco lo nomina vescovo di San Miniato; succede a Fausto Tardelli, precedentemente nominato vescovo di Pistoia.
Il 9 dicembre seguente, solennità di San Siro, patrono di Pavia, riceve l'ordinazione episcopale, nella cattedrale di Pavia, da Giovanni Giudici, vescovo emerito e amministratore apostolico di Pavia, co-consacranti Fausto Tardelli, suo predecessore a San Miniato, e Paolo Magnani, vescovo emerito di Treviso, originario di Pieve Porto Morone.
Il 20 dicembre prende possesso canonico della diocesi, nella cattedrale di Santa Maria Assunta e di San Genesio.
Al momento dell'elezione è il vescovo più giovane d'Italia.
È membro del Collegio per l'esame dei ricorsi in materia di delicta reservata, istituito presso la Congregazione per la dottrina della fede, dal 29 luglio 2019, e membro del Supremo tribunale della Segnatura apostolica, dal 21 giugno 2021. Presso la Conferenza Episcopale Italiana è, dal 29 settembre 2021, presidente del Consiglio per gli affari giuridici e membro della Commissione episcopale per la dottrina della fede, l'annuncio e la catechesi.
Nel 2019 è nominato commissario pontificio della Compagnia di Sant'Orsola di Siena dalla Congregazione per gli istituti di vita consacrata e le società di vita apostolica; dallo stesso anno è delegato per la pastorale del tempo libero, turismo e sport e delegato per la pastorale della salute presso la Conferenza episcopale toscana.
Il 15 settembre 2022 papa Francesco lo nomina vescovo di Arezzo-Cortona-Sansepolcro; succede all'arcivescovo Riccardo Fontana, dimessosi per raggiunti limiti di età.
Il 27 novembre seguente prende possesso della diocesi, nella cattedrale dei Santi Pietro e Donato; dallo stesso giorno fino al 26 febbraio 2023 ricopre anche l'ufficio di amministratore apostolico di San Miniato.

## Genealogia episcopale
La genealogia episcopale è:
- Cardinale Scipione Rebiba
- Cardinale Giulio Antonio Santori
- Cardinale Girolamo Bernerio, O.P.
- Arcivescovo Galeazzo Sanvitale
- Cardinale Ludovico Ludovisi
- Cardinale Luigi Caetani
- Cardinale Ulderico Carpegna
- Cardinale Paluzzo Paluzzi Altieri degli Albertoni
- Papa Benedetto XIII
- Papa Benedetto XIV
- Papa Clemente XIII
- Cardinale Enrico Benedetto Stuart
- Papa Leone XII
- Cardinale Chiarissimo Falconieri Mellini
- Cardinale Camillo Di Pietro
- Cardinale Mieczysław Halka Ledóchowski
- Cardinale Jan Maurycy Paweł Puzyna de Kosielsko
- Arcivescovo Józef Bilczewski
- Arcivescovo Bolesław Twardowski
- Arcivescovo Eugeniusz Baziak
- Papa Giovanni Paolo II
- Cardinale Carlo Maria Martini, S.I.
- Vescovo Giovanni Giudici
- Vescovo Andrea Migliavacca

## Araldica

### Blasonatura
Mantellato rialzato: nel primo, d'oro alla croce di Sant'Andrea di legno al naturale; nel secondo, d'azzurro alla cometa d'oro di sei raggi ondeggiante in sbarra; nel terzo, di rosso al cesto d'oro contenente cinque pani dello stesso crocettati di nero, sostenuto da un pesce curvo rivoltato d'argento posto in fascia e sinistrato da altro pesce d'argento uscente in banda.
Scudo spagnolo con galero e croce astile da vescovo.

### Interpretazione
- La croce di sant'Andrea, rappresentata nel suo aspetto di strumento del martirio dell'apostolo Andrea ricorda il santo di cui il vescovo porta il nome e che è anche patrono del seminario di Pavia di cui è stato rettore per 14 anni.
- La stella cometa, che guidò i Magi nella loro ricerca di Gesù appena nato, simboleggia l'atteggiamento di ricerca del Signore da parte dell'uomo.
- Il canestro con cinque pani e due pesci sono un chiaro riferimento al miracolo della moltiplicazione dei pani e dei pesci che consentì a Gesù di sfamare una folla numerosa (Gv 6, 4-13). Pani e pesci vennero dati a Gesù da un ragazzo, segnalatogli proprio dall'apostolo Andrea; secondo la tradizione, questo ragazzo era Siro, divenuto poi vescovo di Pavia.
- L'azzurro e il rosso presenti nello scudo, sono anche i colori Gruppo Scout Agesci Pavia 1, del quale il vescovo Migliavacca è stato per molti anni assistente.[7]

### Motto
La frase scritta sul cartiglio "Maestro dove abiti?" è attribuita a Sant'Andrea (Gv 1, 38). Dal motto, che riassume l'atteggiamento personale e pastorale di mons. Migliavacca, emerge ancora il tema della ricerca: mettersi alla ricerca di Gesù Maestro per testimoniare agli altri questa fondamentale esperienza di fede.